# Abborrtjärnen (Vårviks socken, Dalsland)
Abborrtjärnen är en sjö i Bengtsfors kommun i Dalsland och ingår i Göta älvs huvudavrinningsområde.